# 翁杏蘭
翁杏蘭（1969年9月23日—），香港前藝人，2歲隨家人移民到美國，是1990年香港小姐競選亞軍、國際親善小姐、最受佳麗歡迎獎之獎項，1990年9月初签約無綫電視，成為無綫電視經理人合約女藝員；
1994年後，翁氏退出香港娛樂圈後返回美國。她讀大學時主修英文文學，後來進修電腦科學，在科技界工作。

## 演出作品

### 電視劇
| 年份       | 劇名                         | 角色              |
| 無綫電視   |                              |                   |
| 1990年     | 朝陽                         |                   |
| 1991年     | 情陷特區                     | 姚昭然            |
| 1991年     | 卡拉屋企                     | 鄭月英 Queenie    |
| 1992年     | 極度空靈：魔                 | 李少雯            |
| 1992年     | 他來自天堂                   | 施蓮娜 Selina     |
| 1992年     | 親親大腳板（兒童節目單元劇） |                   |
| 1993年     | 大刀王五（電視電影）         | 田大夫            |
| 1993年     | 射鵰英雄傳之九陰真經         | 楊紫煙            |
| 1993年     | 愛有明天II - 邊緣歲月        | Miss Wong         |
| 外國電視劇 |                              |                   |
| 2006年     | Stranger Than Fiction        | Bakery Customer   |
| 2014年     | Chicago P.D.                 |                   |
| 2017年     | Chicago Justice              | Arraignment Judge |
| 2018年     | Chicago P.D. (Season 6)      | Detective Chen    |

### 電影
| 年份   | 片名       | 角色   |
| 1991年 | 老表發錢寒 | 馬利蓮 |
| 1992年 | 車神       | 李妻   |
| 1993年 | 新難兄難弟 | 燕     |

### 電視節目（無綫電視）

#### 主持
- 1992年：《Pearl Watch》
- 1992年：《Nina Ricci 巴黎彩艷》
- 1992年：《巴塞隆拿奧運-黃金精點》
- 1992年：《永安旅遊話你知：點解韓國咁好玩》
- 1993年：《K-100》

#### 音樂特輯
- 1993年：《劉德華音樂電影波多黎各的童話》

### MV演出
- 1993年：劉德華《情人Happy Birthday》
- 1993 年 : 劉德華 < 藕斷絲蓮 >

## 廣告代言
- 1990年：《富士彩色專賣店 （页面存档备份，存于）》 （袁詠儀、翁杏蘭、梁小冰）

## 外部連結
- 一九九零年度香港小姐亞軍
- 翁杏蘭在香港影庫上的簡介

| 前任： 朱潔儀 | 香港小姐競選亞軍 1990年 | 繼任： 周嘉玲 |

| 前任： 陳法蓉 | 香港小姐競選友誼小姐 1990年 | 繼任： 郭藹明 |